# Claudio Pontiggia
Claudio Pontiggia (* 26. Juni 1963 in Viganello) ist ein Schweizer Waldhornist, der sowohl in der Klassik als auch im Jazz hervorgetreten ist und heute als Dirigent tätig ist.

## Leben und Wirken
Pontiggia begann 1970 wie zuvor seine Brüder mit dem Musikunterricht bei der Civica Filarmonica in Lugano; viele Jahre lang unterrichtete William Bilenko, erster Hornist des Luganer Rundfunkorchesters. Neben dieser klassischen Ausbildung spielte er mit seiner Familie an den Wochenenden in Tanzlokalen Dixieland und Tanzmusik. 1979 setzte er seine Studien am Conservatoire de Musique in Lausanne bei Josef Molnar fort, wo er 1982 ein Diplom und den Preis für die beste Diplomprüfung des Studienjahres erhielt. Zwischen 1982 und 1990 vertiefte er seine Studien bei Giuseppe Crott, erster Hornist des RAI-Orchesters in Mailand, beim klassischen Hornisten Ifor James und beim Jazztrompeter Clark Terry.
Im Bereich der klassischen Musik trat Pontiggia in unterschiedlichen kammermusikalischen und sinfonischen Ensembles in der Westschweiz als Solo-Hornist auf. Im Bereich des Jazz arbeitete er 1987 im Duo mit dem Pianisten Josep Balanya und gehörte von 1987 bis 2003 zu Stephan Kurmanns Strings, mit dem er über 100 Konzerte spielte und auch auf Alben dokumentiert ist. Zwischen 1991 und 1997 war er festes Mitglied des Vienna Art Orchestra, mit dem mehrere Alben entstanden und er an zahlreichen Tourneen in West- und Mitteleuropa, Italien, der Ukraine, Nordamerika und Südostasien beteiligt war. Von 1995 bis 2005 arbeitete er mit dem französischen Pianisten und Komponisten Jean-Christophe Cholet zusammen. Weiterhin nahm er am Montreux Jazz Festival an der Seite von Quincy Jones, Miles Davis, Gil Evans und George Gruntz teil (Album Miles & Quincy Live at Montreux) und war Teil von Gérard Pansanels Transalpino Project. 
Außerdem leitete Pontiggia eigene Gruppen, mit denen er auf Tournee ging; so tourte er 1988 mit dem Bassisten Palle Danielsson durch Europa, um später im Sextett mit Andy Scherrer, Franck Tortiller, Jean-Christophe Cholet, Paolino Dalla Porta und Marcel Papaux, sowie im Trio mit Heiri Känzig und Jean-Christophe Cholet zu arbeiten. 2003 beendete eine Muskeldystonie seine Laufbahn als Bläser. Seither lebt er im Tessin, wo er die Big Band La Desamper und ab 2007 La Bottega leitete sowie Chöre und die Philharmonie Ascona dirigierte. Zwischen 2012 und 2016 war er Dirigent der Philharmonie von Valsolda, für die er auch alle Arrangements schrieb. Mit La Bottega veröffentlichte er die Platten Progetti sonori, Emola und den Konzert-Mitschnitt Live @ Campione d'Italia (Brambus Records) mit dem Gast Paolo Fresu. Er ist auch auf Alben von Wolfgang Mitterer, dem Ensemble Oggimusica/Irene Schweizer, Franck Tortiller und Olivier Ker Ourio zu hören.
Pontiggia war als Instrumentallehrer an den Konservatorien von Freiburg, Sion und La Chaux-de-Fonds tätig. 2002 wurde er mit dem Preis der SUISA-Stiftung für Musik für seine künstlerische und kompositorische Tätigkeit ausgezeichnet.